# Église Saint-Herbot de Plonévez-du-Faou
Vous lisez un « bon article » labellisé en 2019.
Pour les articles homonymes, voir Chapelle Saint-Herbot.
L'église Saint-Herbot est une église paroissiale catholique située dans le hameau de Saint-Herbot, sur le territoire de la commune de Plonévez-du-Faou dans le Finistère en France. Elle est située au sein d'un enclos paroissial.
Construite à l'emplacement légendaire de l'ermitage de saint Herbot, protecteur des bêtes à cornes, elle a été un but de pèlerinage populaire, ce qui, joint à la protection de la famille ducale, a fait sa prospérité. Ruinée lors de la guerre de succession de Bretagne, elle est reconstruite à partir de 1389. Plusieurs campagnes de réaménagement entre l'extrême fin du XVe siècle et le milieu du XVIe siècle la dotent d'un porche méridional, d'un clocher-tour ainsi que d'une chapelle annexe consacrée à sainte Barbe.
La construction de la fin du XIVe siècle en fait l'un des derniers témoins de l'école de Pont-Croix, avec une nef à trois vaisseaux charpentée, divisée par des arcades presque en plein cintre. Le porche méridional et le clocher-tour, quant à eux, s'inspirent des monuments prestigieux de la Bretagne occidentale du XVe siècle : la cathédrale de Quimper, la basilique du Folgoët notamment.
L'église a également la particularité d'avoir conservé son décor du XVIe siècle : les trois vitraux qui ornent les baies orientales, mais également l'ameublement du chœur avec sa clôture et ses stalles sculptées dans la mouvance de la Renaissance française.

## Localisation
L'église Saint-Herbot est située dans le hameau de Saint-Herbot, sur le territoire de la commune de Plonévez-du-Faou dans le Finistère. Le hameau est implanté sur le versant sud des monts d'Arrée, à l'emplacement, d'après la légende, de l'ancien site de l'ermitage de saint Herbot ou Herbaud, un ermite venu des Îles Britanniques au VIIIe siècle.
Saint-Herbot était au Moyen Âge un centre de pèlerinages car le saint ermite avait la réputation de protéger les bêtes à cornes. Le hameau devint ainsi un important centre de foires et de marchés, situé à proximité du croisement entre les routes de Pleyben au Huelgoat et de Carhaix à l'Aber-Wrac'h. Les alentours de l'église et du placître, aujourd'hui relativement isolés, étaient entourés de halles, d'une auberge et d'un grand logis muni d'une chapelle consacrée à saint Jacques, en plus de la maison du prieur située au nord-ouest de l'église.

## L'édifice

### Historique
Un édifice précédent qui abritait les reliques du saint est attesté avant la guerre de Succession de Bretagne et datait probablement de l'époque romane ; il est pillé et probablement endommagé par les Anglais lors du conflit. Pour le rebâtir, le pape Urbain VI octroie en 1389 des indulgences pour les donateurs qui permettront la reconstruction du sanctuaire. La famille ducale contribue à cette reconstruction par des offrandes financières et l'établissement de rentes, de Jean V à Anne de Bretagne.

Plan de la chapelle
A. Tour ; B. Chapelle Sainte-Barbe ; C. Porche sud ; D. Clôture de chœur ; E. Sacristie.

L'édifice reconstruit à la fin du XIVe siècle subit ensuite plusieurs adjonctions, datables grâce aux inscriptions qu'elles portent : le porche sud est construit à partir de 1498 et achevé quelque dix ans plus tard ; le portail occidental, la tour-clocher et la chapelle attenante sont commencés en 1516 ; cet édifice est ensuite agrandi en 1545, tandis qu'on refait la portion occidentale du mur du bas-côté sud et qu'on remonte le mur du chevet plat, en remployant le remplage de la maîtresse-vitre. En 1556, trois verrières sont posées dans les baies du chevet, signées du maître verrier Thomas Quéméner. Dans les années qui suivent, on installe un ossuaire à l'est du porche méridional, complété par un calvaire en 1575. Le mur du chevet subit une nouvelle reprise, pour le consolider au moyen de contreforts à lanternons, en 1616-1619.
L'édifice est confié aux Carmes déchaussés de Rennes dont elle est un prieuré à une date inconnue de l'époque moderne ; le dernier prieur résident meurt en 1773. En 1858, on remplace l'escalier d'accès à la porte nord par un escalier à deux volées en forme de fer-à-cheval, qui proviendrait du château du Rusquec.
Prosper Mérimée visite la chapelle en 1835. Il admire son chancel et, dans une moindre mesure, le porche sud : « l'effet général de ce porche est des plus satisfaisants, et mainte église de grande ville s'en trouverait honorée ». Cet intérêt permet l'allocation en 1845-1846 par la direction des Beaux-Arts de subventions destinées à réparer le clocher, lézardé depuis au moins 1774. Ces travaux sont achevés dès l'année suivante. En 1886, le Carmel du Mans restaure les vitraux anciens de l'église et les complète.
La chapelle est classée au titre des monuments historiques depuis le 29 janvier 1902 ; son calvaire est également classé depuis le 2 février 1918. En outre, l'ensemble du placître avec sa clôture et ses arbres est inscrit au titre des sites depuis le 9 mai 1931.
En 1942, l'édifice est érigé en église paroissiale.
Plusieurs campagnes de restauration ont eu lieu depuis : sur la charpente lambrissée en 1974, puis de nouveau sur la tour en 2002.

### Description

#### Extérieur

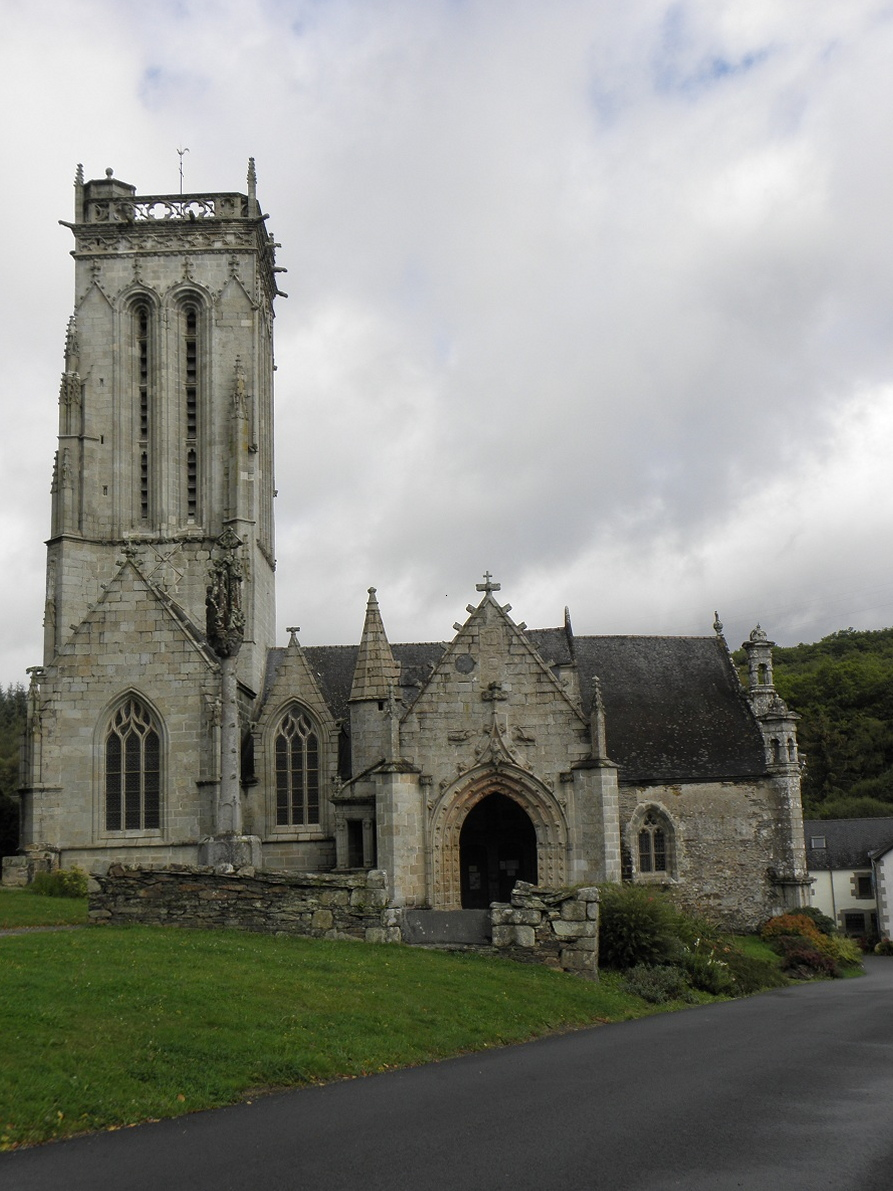
Le front sud.

Les deux grandes phases de construction de l'édifice peuvent être distinguées par les différences d'appareil de la construction : l'édifice primitif a été bâti en petit appareil de schiste bleu, de grès et de quartzite, avec un peu de pierre de taille de granite de Brennilis pour les piliers, les bords de fenêtres et les angles, tandis que les travaux de la fin du XVe siècle et de la première moitié du XVIe siècle ont été réalisés en grand appareil de granite du Huelgoat et de Brennilis. Le front sud est composé de la chapelle Sainte-Barbe avec la tour, puis le collatéral éclairé par une petite lucarne, puis le grand porche méridional et enfin le chevet.

##### La tour

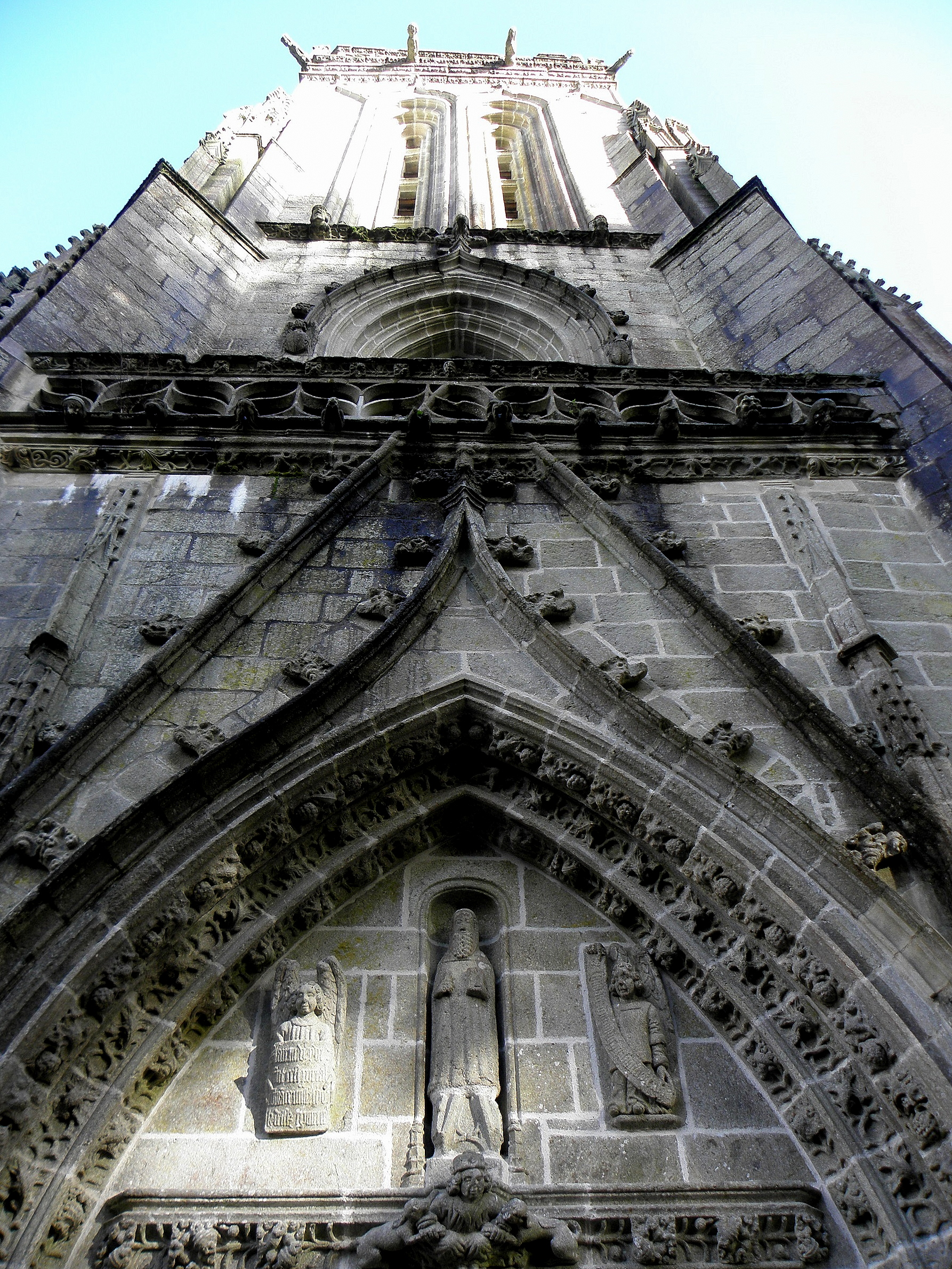
La tour et le portail ouest.

La tour, haute de 31 m, s'inspire de celles de la cathédrale de Quimper. Elle est construite sur deux niveaux de hauteur équivalente. Au premier niveau s'ouvre le portail occidental de l'église, daté de 1516 par une inscription. Il est composé de deux portes en arc en anse de panier, surmontées d'un larmier orné d'une frise de feuillage coupée en son milieu par deux animaux affrontés, séparés par un personnage qui les maîtrise. Au-dessus, une niche en arc en anse de panier abrite une statue encadrée par deux anges ; l'ensemble est pris dans une archivolte en accolade très aiguë, elle-même encadrée d'un gâble dont les rampants sont ornés de choux frisés et coupent les pinacles qui encadrent le portail, et dont la pointe se perd dans la balustrade à mouchettes qui surmonte le tout.
Le second niveau est ouvert sur chaque face par deux baies géminées, très étroites et allongées, en plein cintre, surmontée d'une archivolte en accolade à crochets et fleurons. Ces baies sont divisées en hauteur par trois traverses et encadrées par un arc en mitre de chaque côté. Ce second niveau est soutenu par des contreforts ornés de niches à dais. La tour s'achève par un entablement composé d'une corniche à modillons, puis d'une frise de quatre-feuilles et enfin d'une corniche à décor végétal surmontée d'une balustrade faite de cercles quadrilobés ajourés. Au XVIIIe siècle cette tour portait une flèche de charpente couverte de plomb, aujourd'hui disparue, et qui pourrait ne pas remonter à l'époque de construction de la tour.
Le modèle de la tour de Saint-Herbot a été imité par la suite, notamment à Saint-Trémeur et à Saint-Pierre de Carhaix.
Au sud de la tour s'élève la chapelle Sainte-Barbe, achevée en 1545. La lucarne passante qui éclaire le collatéral sud, dont le remplage est très similaire à celle de la chapelle Sainte-Barbe, a également été aménagée lors de cette campagne de travaux.

##### La façade nord
Reconstruit lors de la même campagne que la tour et son portail, le mur occidental du collatéral se prolonge par un bâtiment à trois niveaux qui abritait la sacristie, un logement pour le gardien et une chambre sous combles. Le mur nord de ce bâtiment est soutenu par deux contreforts qui visent à pallier la déclivité du terrain. Une porte ouverte lors de la première campagne de construction de l'église à la fin du XIVe siècle, donne accès directement au bas-côté nord. Les voussures en arc brisé de cette baie retombent sur des chapiteaux ornés de bêtes sauvages, dans lesquels on peut peut-être voir une allusion à la légende de saint Herbot. On y parvenait autrefois par un escalier droit, remplacé en 1858 par un escalier à double pente en forme de fer-à-cheval, provenant sans doute du château voisin du Rusquec.

#### La façade sud

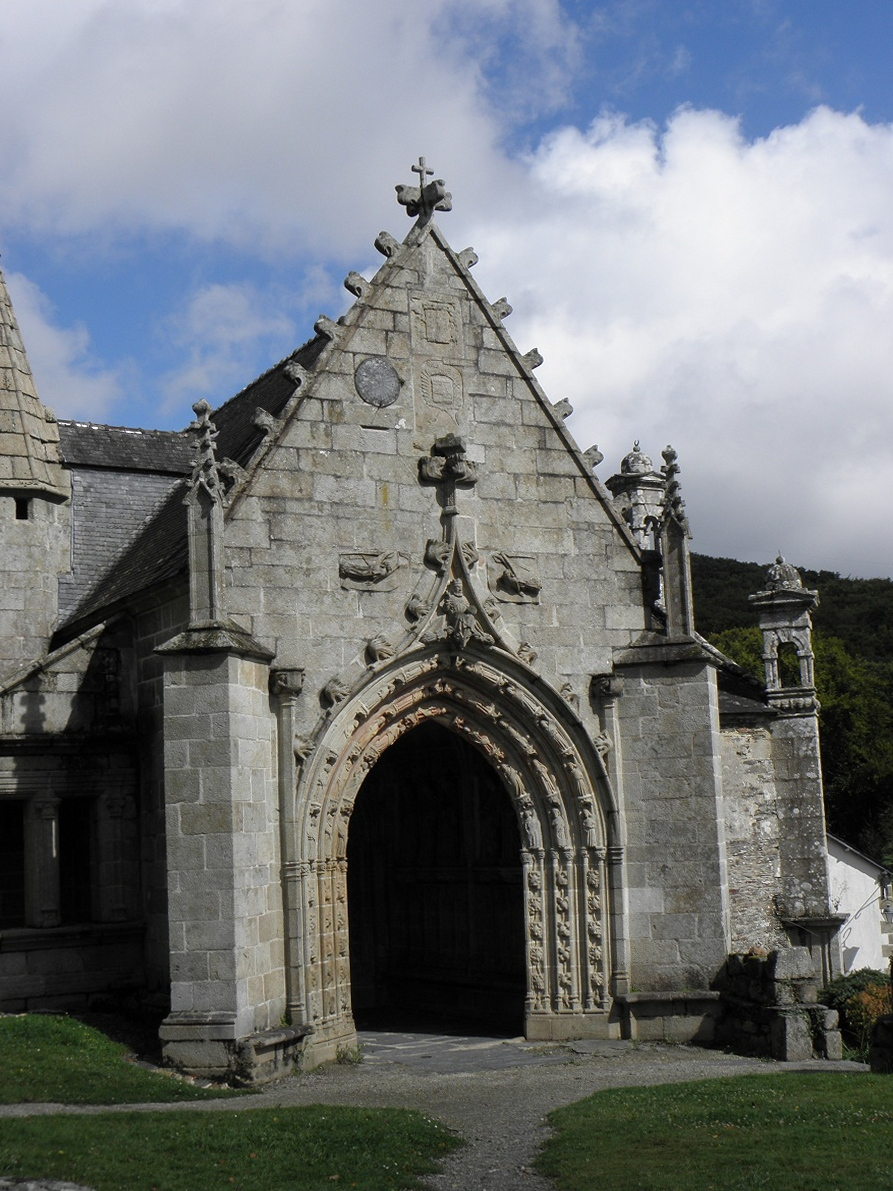
Le porche sud.

Le porche sud est construit sur un plan rectangulaire, long de deux travées et large d'une seule. Des voûtes d'ogives quadripartites couvrent ces travées ; leurs nervures pénètrent directement les colonnettes qui les portent. On y pénètre par un arc en tiers-point, surmonté d'une accolade qui abrite une figure de Dieu le Père encadré d'anges volants, illustrant le Gloria in excelsis Deo. L'ensemble est orné de choux frisés et s'achève en un fleuron, comme à l'église de La Martyre. L'arc a trois voussures peuplées d'anges et de prophètes portant des phylactères, qui retombent sur des piédroits à décor végétal. L'intérieur de l'arc a reçu la même décoration. Au sommet du mur pignon du porche figurent les armoiries des ducs de Bretagne, soutenues par deux hermines et accompagnées de la devise des Montfort, signe de la protection de la duchesse Anne. L'intérieur du porche était autrefois polychrome et doré ; il subsiste une partie des enduits. Les murs sont divisés en deux registres, chaque travée comprenant de chaque côté cinq arcs en accolade surmontés de trois niches à dais qui accueillent des statues des Apôtres en kersantite qui portent des phylactères où sont inscrits des articles du Credo, comme à Notre-Dame du Folgoët. Un portail en anse de panier donne accès à l'église. Son tympan porte une statue de saint Herbot, sur un cul-de-lampe qui indique la date de 1481. Une inscription confirme cette date et indique comme commanditaire Jean de Launoy, prêtre.

##### Le chevet

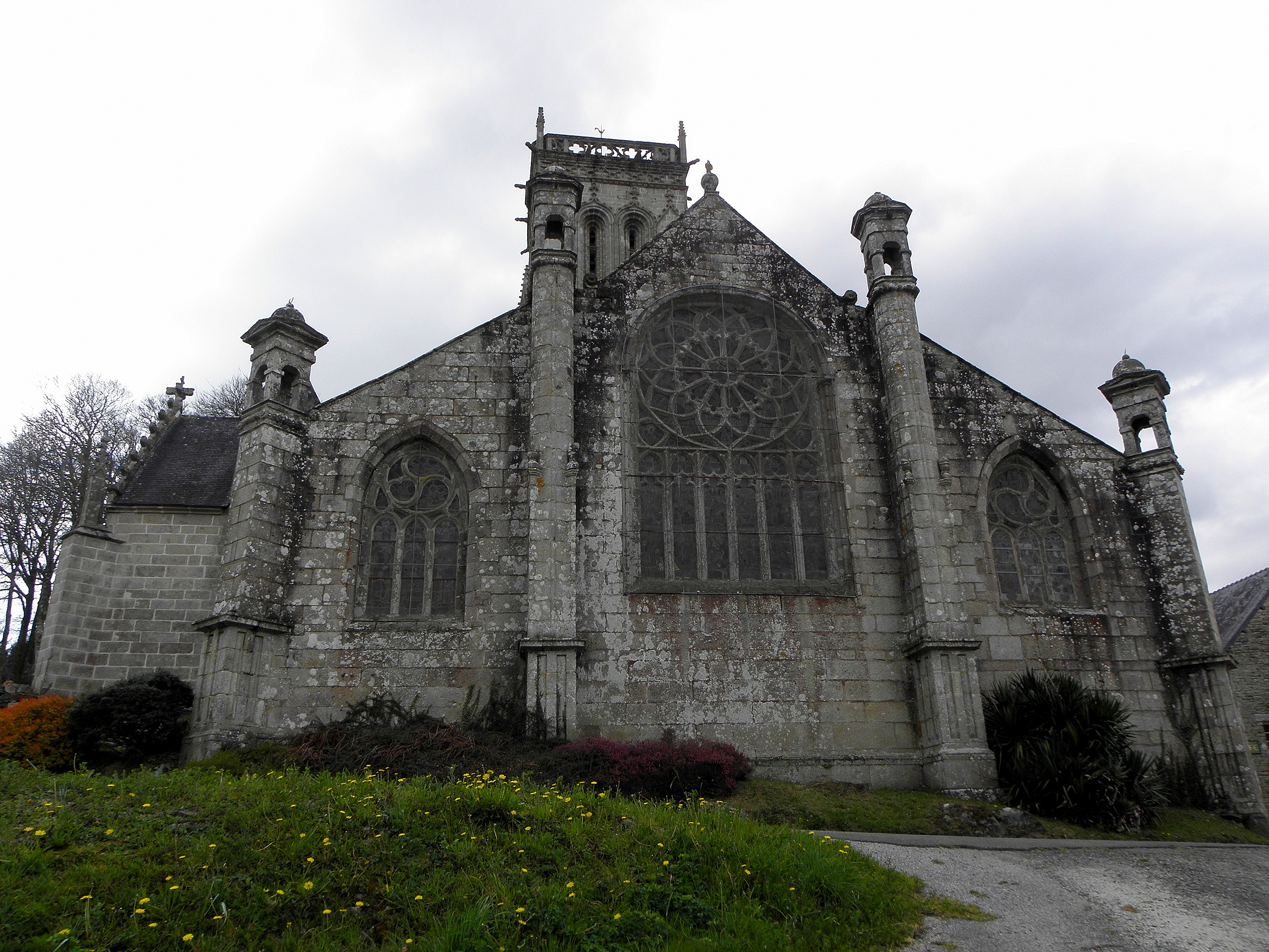
Le chevet.

Le mur du chevet plat a été remonté vers 1550. Il a cependant conservé les grandes lignes de l'architecture des chevets des chapelles de Cornouaille du XVe siècle et remploie le remplage ancien de la maîtresse-vitre ; les baies latérales ont elles reçu leur remplage lors de la réfection du mur. L'ensemble reçu une touche de modernisation en 1616-1619 lorsqu'on a ajouté aux contreforts du chevet des lanternons au goût du jour.

##### Le calvaire

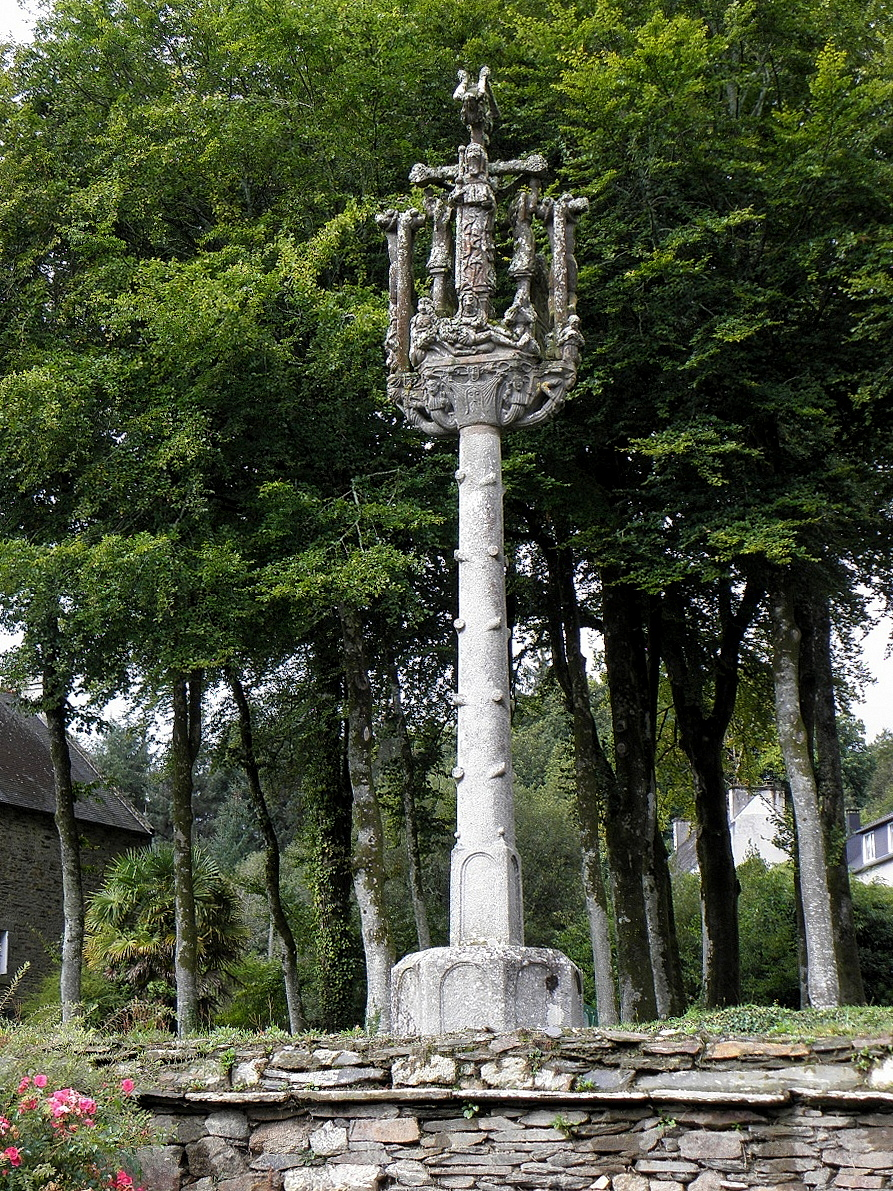
Le calvaire.

Construit dans l'enclos du placître au sud de l'église, le calvaire porte la date de 1575. Il a la forme d'un long fût surmonté d'une plate-forme soutenue par des anges aux instruments de la Passion. Sur la plate-forme une Crucifixion regroupe pas moins de vingt personnages. Au revers, saint Herbot surmonte la Vierge de Pitié.

#### Intérieur

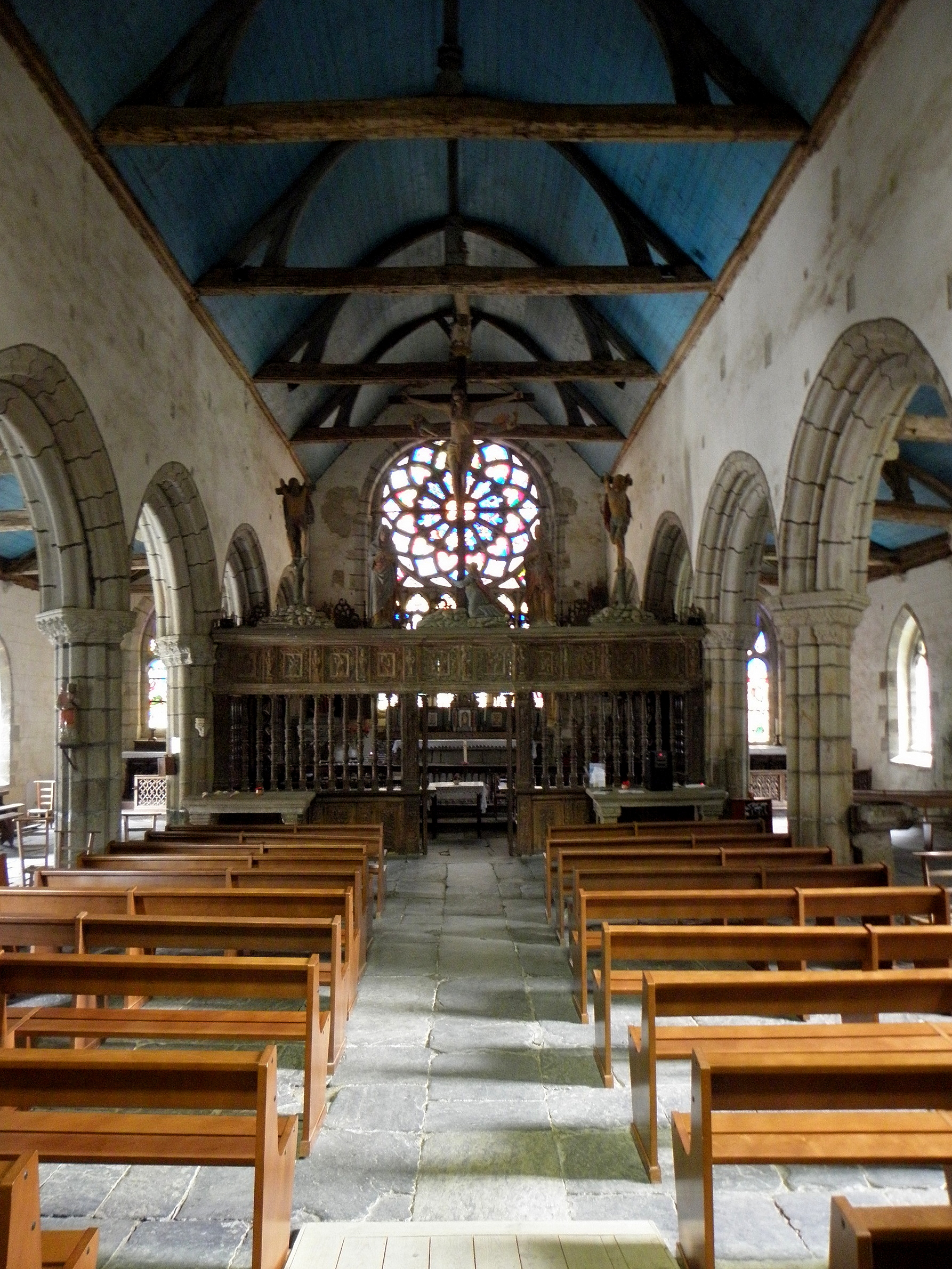
L'intérieur de la nef.

La partie principale de l'église est composée d'une nef à trois vaisseaux, séparés les uns des autres par deux séries de cinq grandes arcades à peine brisées. Ces arcades, à double rouleau mouluré, retombent sur des piles octogonales, cantonnées de demi-colonnes engagées et couronnées de chapiteaux dont la corbeille à bourrelet est ornée d'un décor végétal et porte un tailloir de plan carré. Ces arcades et leurs chapiteaux rappellent les églises de l'école de Pont-Croix, qui font usage d'arcades en plein cintre ou presque jusque tard dans l'époque gothique. Il s'agit cependant sans doute d'un des exemples les plus tardifs de ce type d'architecture.
Les murs sont couverts d'un badigeon de chaux. L'ensemble est couvert d'une charpente lambrissée, dont le lambris a été plusieurs fois remplacé. L'actuel lambris a été refait lors de la restauration de 1974-1980. La charpente à fermes et à pannes en revanche remonte pour l'essentiel au début du XVe siècle : dans le vaisseau central, six fermes se succèdent à un rythme différent de celui des arcades. Elles sont composées d'un entrait, de deux arbalétriers et d'un poinçon long. Dans les bas-côtés, la charpente est conçue suivant le même principe, mais avec des demi-fermes, qui soutiennent le vaisseau central. Les différents éléments sont parfois chanfreinés ou ornés ; certains portent des traces de polychromie ancienne, en partie dissimulée sous le lambris actuel.
La tour comportait initialement plusieurs niveaux, car il y subsiste un arc doubleau, les arcs formerets et les départs de nervures d'une voûte d'ogives. La chapelle attenante à la tour, dite chapelle Sainte-Barbe, est quant à elle voûtée d'ogives, qui s'entrecroisent et pénètrent dans les murs en retombant.
La nef communique avec la sacristie par une porte bardée de fer.

#### Vitraux

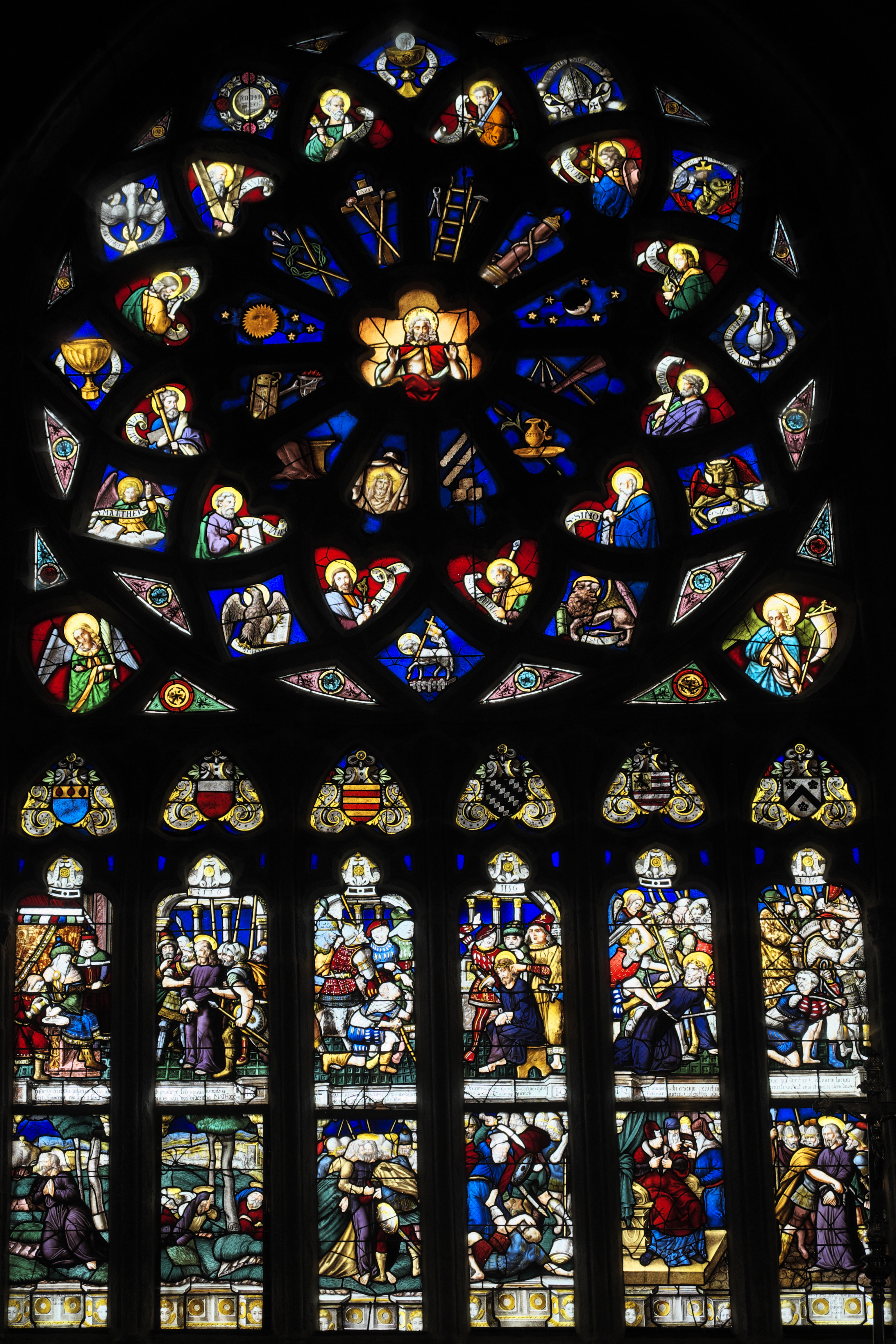
La maîtresse-vitre.

Les trois baies du mur oriental abritent trois verrières réalisées au XVIe siècle, vers 1556. Elles ont été attribuées au maître-verrier Thomas Quémener, mais il semble que la verrière de la Passion doive être attribuée à un autre artiste, car sa facture est plus soignée. Les trois verrières, ainsi que deux autres aujourd'hui disparues et consacrées à sainte Barbe et au Crucifix, ont fait l'objet de restaurations en 1716 par Claude Leroux, puis de nouveau en 1886 par l'atelier du Carmel du Mans dirigé par Eugène et Ferdinand Hucher.
La baie d'axe est composée de six lancettes trilobées à deux registres surmontées d'une rose et d'une série d'ajours flamboyants. Le remplage de la rose rappelle celle du bras sud du transept de la cathédrale de Saint-Pol-de-Léon,. La verrière est consacrée à la Passion du Christ. Le registre inférieur figure l'Agonie du Christ, le Baiser de Judas, la Comparution devant Caïphe. Au registre supérieur, on voit la Comparution devant Pilate, le Couronnement d'épines et la Dérision du Christ, et le Portement de Croix. Les ajours portent des armoiries restituées en 1886, et la rose du tympan, également restituée en 1886, montre le Christ entouré des instruments de la Passion, des bustes des Apôtres et des symboles des Évangélistes.

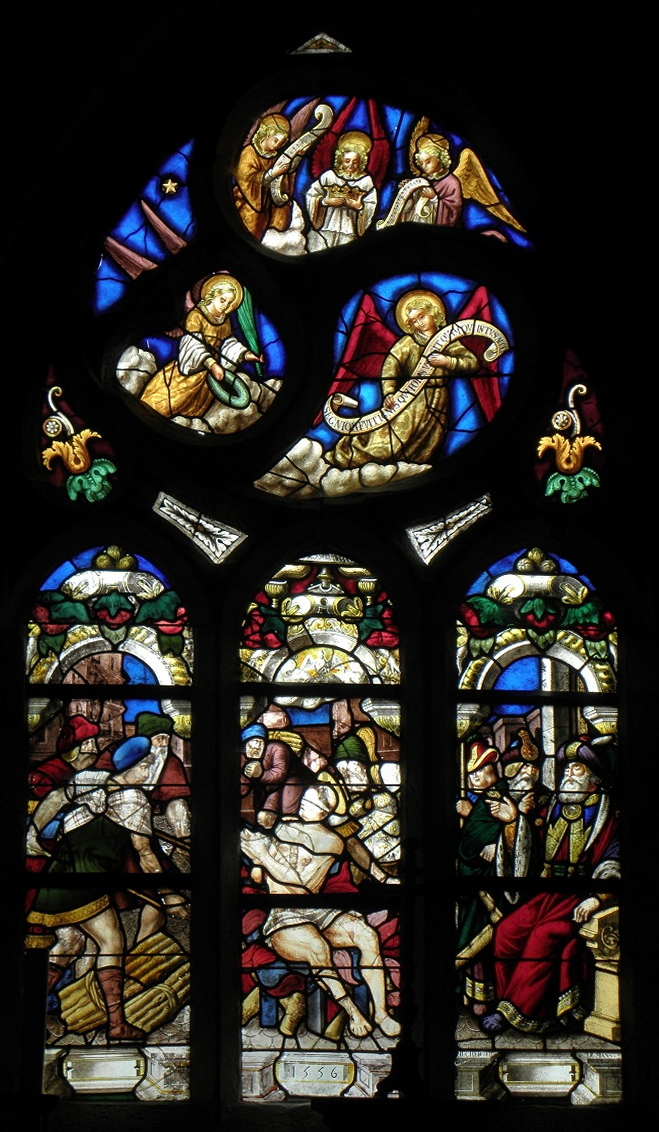
Verrière de saint Laurent.

À gauche de la verrière de la Passion du Christ, une autre verrière à trois lancettes surmontées d'une rose divisée en trois soufflets est consacrée au martyre de saint Laurent. Trois bourreaux occupent la lancette de gauche ; saint Laurent est assis sur son bûcher au centre ; à droite, le tyran est entouré de sa cour. Le tympan est issu de la restauration de 1886.
Enfin, la verrière de droite est consacrée à la vie de saint Yves. Composée de trois lancettes et d'un tympan, elle montre saint Yves au centre, trônant dans une cathèdre, entouré du riche à gauche et du pauvre à droite. Le tympan, figurant un ange portant des phylactères, est issu de la restauration de 1886.
Les autres verrières sont modernes et décorées de vitreries géométriques.

#### Mobilier
L'église Saint-Herbot abrite plusieurs objets protégés au titre des monuments historiques.

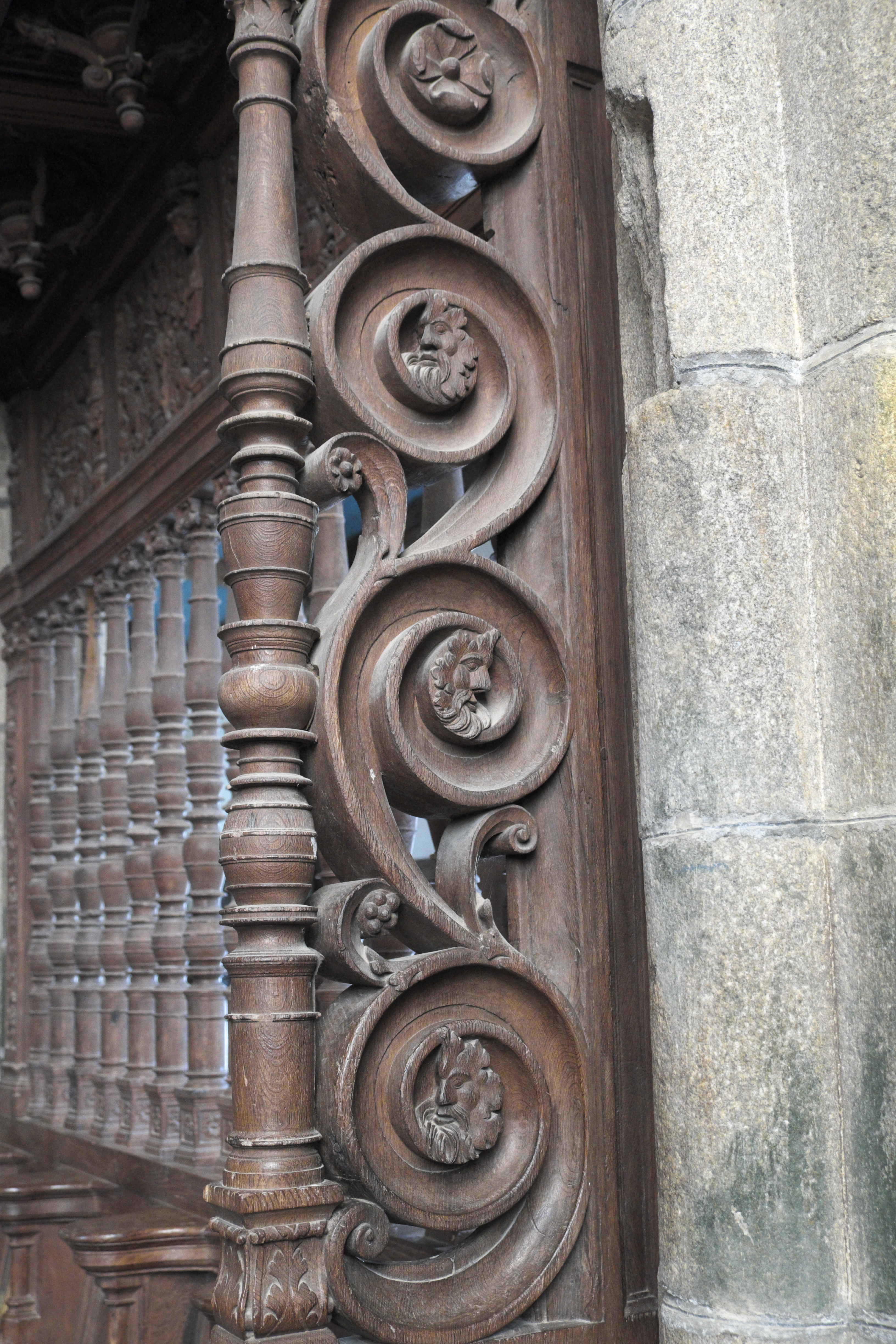
Les stalles.

Les stalles qui meublent le chœur et la clôture de bois tourné, haute de 3,5 m, qui le délimite, datent du XVIe siècle, et sont également classés au titre des monuments historiques depuis le 10 novembre 1906. La clôture a conservé ses trois portes avec leurs serrures d'origine, une dans l'axe de la nef à deux battants et une donnant sur chaque collatéral qui permettaient d'accéder au sanctuaire, séparé des stalles par une clôture intermédiaire disparue au XVIIe siècle. Les stalles accueillaient les membres de la fabrique ainsi que le prieur des Carmes de Rennes. La clôture est composée d'une claire-voie à candélabres qui surmonte les stalles, le tout couronné d'un entablement avec une frise scandée de pilastres à termes et caryatides séparant à l'extérieur les douze sibylles et à l'intérieur les douze prophètes. L'ensemble emploie largement le vocabulaire ornemental de la Renaissance et pourrait être inspiré des estampes de Hugues Sambin et peut être daté des environs de 1575-1580.
Dans l'enceinte de la clôture se trouve le tombeau de saint Herbot, qui a été sculpté dans la pierre au XVIe siècle. Quatre pilotis portent une dalle où repose le gisant du saint. Ce tombeau est classé au titre des monuments historiques depuis le 10 novembre 1906.
La clôture est surmontée d'une poutre de gloire portant la Crucifixion, sans doute installée vers 1560.
Toujours dans le chœur, un porte-cierges en fer forgé a été produit dans le quatrième quart du XVIe siècle. Il est mentionné comme ayant perdu un pied, dans un procès-verbal de visite daté de 1716. Il est classé au titre des monuments historiques depuis le 26 septembre 2000.
Enfin, l'église abrite trois statues et un groupe sculpté : deux d'entre elles, représentant saint Herbot et une Vierge à l'Enfant dite Notre-Dame de Bonne-Nouvelle, placées dans des niches de part et d'autre du maître-autel, datent du XVIe siècle. Réalisées en bois taillé, elles sont classées au titre des monuments historiques depuis le 4 décembre 1914. Elles ont sans doute été placées à leur emplacement actuel dès le XVIe siècle, dans un souci de mise en scène.
Une troisième, placée dans une niche dans le mur oriental du bas-côté sud, représente saint Corentin. Polychrome, elle a été taillée dans le bois au XVIe siècle. Elle est classée au titre des monuments historiques depuis le 27 avril 1997. Enfin, une Vierge de Pitié en tuffeau polychrome, sculptée sans doute dès le début du XVe siècle et probablement témoignage de l'influence anglaise, est placée au pied du pilier sud de la nef. Elle est classée au titre des monuments historiques depuis le 26 septembre 2000.

## Cloche
Cet édifice contient une cloche de volée électrique en lancé-franc et située dans un petit beffroi en bois occupant à peine la moitié de la largeur de la tour-clocher.
Nommée « Herbot », elle mesure 1,12 m de diamètre, pèse 828 kg, a été fondue en 1887 par Amédée Bollée et ses fils au Mans et donne le fa3.
Cette cloche sonne les heures et la demi-heure ainsi que l'Angélus tous les jours.

### Le pardon à saint Herbot, protecteur des bovins
L'église est consacrée à saint Herbot, un ermite qui a la réputation de protéger les bovins et de les guérir. Un pardon avait lieu à Saint-Herbot dès le XVe siècle et durait trois jours, durant lesquels les animaux étaient bénis. Une foire accompagnait les cérémonies religieuses. Ces événements attiraient des personnes venues de toute la Cornouaille. Afin de protéger leurs bêtes à cornes, les propriétaires leur coupaient quelques poils de la queue qu'ils déposaient sur une table de granite consacrée à cet usage.

### Vie religieuse actuelle
En 2019, l'église est l'un des lieux de culte de la « communauté chrétienne locale de Haute Cornouaille », l'une des trois communautés de la paroisse « Saint-Herbot en Centre Finistère » au sein du diocèse de Quimper.

## Pour approfondir

### Base Mérimée, administrée par le ministère de la Culture
1. ↑  
« Chapelle de Saint-Herbot avec son calvaire » (consulté le 2 décembre 2019).
2. ↑  
« Stalles, clôture de chœur » (consulté le 2 décembre 2019).
3. ↑  
« Tombeau de saint Herbot » (consulté le 2 décembre 2019).
4. ↑  
« Porte-cierges funéraire » (consulté le 2 décembre 2019).
5. ↑  
« 2 statues (grandeur nature) : Vierge à l'Enfant dite Notre-Dame de Bonne Nouvelle, Saint Herbot » (consulté le 2 décembre 2019).
6. ↑  
« Statue : Saint Corentin, niche » (consulté le 2 décembre 2019).
7. ↑  
« Groupe sculpté : Vierge de Pitié » (consulté le 2 décembre 2019).

### Autres sources
1. 1 2 3 4 5  Rioult 2009, p. 203.
2. 1 2 3  Bonnet et Rioult 2010, p. 389.
3. ↑  Bonnet et Rioult 2010, p. 388.
4. ↑  Bonnet et Rioult 2010, p. 388-389.
5. ↑  René Couffon et Alfred Le Bars, Diocèse de Quimper et de Léon : nouveau répertoire des églises et chapelles, Quimper, Association diocésaine, 1988, 2e éd., 551 p. (ISBN 2-950330-90-8, BNF 36210659, SUDOC 028048997, lire en ligne [PDF]).
6. ↑  Bonnet et Rioult 2010, p. 389 et 393.
7. 1 2 3  Bonnet et Rioult 2010, p. 393.
8. ↑  Bonnet et Rioult 2010, p. 396.
9. 1 2 3  Rioult 2009, p. 205.
10. 1 2 3  Bonnet et Rioult 2010, p. 395-396.
11. 1 2 3 4 5  Rioult 2009, p. 206.
12. 1 2  Bonnet et Rioult 2010, p. 397.
13. ↑  Bonnet et Rioult 2010, p. 393-394.
14. ↑  Bonnet et Rioult 2010, p. 394-395.
15. 1 2 3  Rioult 2009, p. 207.
16. ↑  Bonnet et Rioult 2010, p. 391-392.
17. 1 2  Bonnet et Rioult 2010, p. 392-393.
18. 1 2 3 4 5  Gatouillat et Hérold 2005, p. 161.
19. ↑  Rioult 2009, p. 206-207.
20. ↑  « Saint-Herbot, c'est le Lourdes des bêtes à cornes », sur le site du quotidien Ouest-France, 26 octobre 2017 (consulté le 2 décembre 2019).
21. ↑  
« La Paroisse Saint-Herbot en Centre Finistère », sur le site du diocèse de Quimper (consulté le 2 décembre 2019).